# Komora niskich ciśnień
Komora niskich ciśnień (barokamera, komora baryczna) – szczelne pomieszczenie z układem pomp do obniżania ciśnienia atmosferycznego do bardzo niskich wartości stosowane w astronautyce i medycynie ratunkowej do wytwarzania warunków jakie panują na dużych wysokościach lub symulacji przestrzeni kosmicznej. Barokamery używane są przy badaniach i opracowywaniu metod zabezpieczania organizmu człowieka oraz aparatury kosmicznej przed szkodliwymi skutkami nagłej zmiany ciśnienia.